# 服部整治
服部整治（はっとり せいじ、1979年9月12日 - ）は、日本のラジオDJ、俳優。静岡県出身。B型。

## 人物・来歴
- 無類の漫画好きであり、ラジオでは漫画に関するコーナーも持っていた（後述）。趣味はスノーボード、ドラム、特技は空手（千秋会空手2段・正道会館空手2級）。普通自動車第一種、普通二輪といった各種免許も持っている。ルッコラ、モカコーヒーが好物。

### ラジオパーソナリティとして
- FM-FUJIのワイド番組「RADIO-izm（2002年1月〜2009年3月）」水曜日担当DJ（開始当初は火曜日）を担当。2008年4月より番組が4時間に拡大（16:00〜20:00）番組内のコーナーは減少、リクエストやニュースなどが多くなった印象となった。そんな中で唯一のコーナー「漫画道」では毎週、漫画を一作品取り上げ、その作品についてのメッセージを紹介していた。番組内では「セイちゃん」の愛称で親しまれた。なお、2009年3月25日でRADIO-izmのDJ担当を終了、最終回には自ら感極まり号泣しながら、7年3ヶ月にわたり支えてくれたリスナーへの感謝のメッセージを述べた。
- 2009年4月1日より、同じFM-FUJIで新番組「MONSTER'S RADIO」（深夜0:00〜1:00）でDJを務め、2010年3月16日で放送200回を迎えたが、番組終盤の重大発表で3月31日をもって番組終了告知をした。3月31日の最終回はRADIO-izm水曜最終回と同様にリスナーにメッセージを述べた。

### 俳優として
- 俳優業では芸能事務所に所属する傍ら、自身主催ユニット「SPIRALCHARIOTS」にて舞台公演活動を続けている。ユニットのメンバーに中根大、宍戸友彦、海老根正人、山田将太、川畑信介、が在籍していたが、川畑信介は所属芸能事務所の都合で短期間でメンバーから外れた。また、2010年からはSPIRAL CHARIOTS以外の団体への脚本家・演出家としての活動にも精力的に取り組んでいる。2011年に宍戸友彦が脱退。

2015年に遠藤巧磨が加入した。
現在のメンバーは、服部整治、中根大、海老根正人、山田将太、遠藤巧磨、小松崎真広、花崎ちづの7名。
2019年1月に井川勇樹が加入。
2019年12月山田将太が脱退。
2020年11月現在、ｽﾊﾟｲﾗﾙﾁｬﾘｵｯﾂのメンバーは、服部整治、中根大、遠藤巧磨、小松崎真広、花崎ちづ、井川勇樹の6名。

### 脚本・演出家として
- 自身主催ユニット「SPIRAL CHARIOTS（ｽﾊﾟｲﾗﾙﾁｬﾘｵｯﾂ）」の脚本・演出から、近年では他団体の脚本提供・脚本、演出を手掛ける。その場合本人の出演は今[いつ?]の所無し。
- 受賞歴・第8回下北沢ルナティック演劇祭優勝（2015年）第8回下北沢ルナティック演劇祭最優秀演出賞受賞（2015年）

## 主な出演作品

### ラジオ
- MONSTER'S RADIO（FM-FUJI、2009年4月1日 - 2010年3月31日）
- RADIO-izm（FM-FUJI、2002年1月 - 2009年3月）
- FIGHT CLUB!（FM-FUJI）
- スパイラルチャリオッツレディオ（ライブドアねとらじ、2010年4月7日 - ）

現在はスパイラルチャリオッツ（@spiralchariots1　から毎週水曜21：00～）ツイキャスにて生動画配信（翌日にはYouTubeにて配信）

### 映画
- 喧嘩高校軍団　（2009年） - ジョン・チョル役
- SPACE BATTLESHIP　ヤマト　（2010年）
- 青い青い空　（2010年） - 不良グループのボス役
- 跡目奪還　（2011年） - 矢車悠役
- 図書館戦争　（2013年）
- 希望の国　（2013年）

### テレビ
- 運命の人（TBS） -（外務省局員役）
- ヘブンズフラワー -（研究員役）
- パパドル -（記者役）
- キイナ -（リポーター役）
- ライオン丸G（テレビ東京） - ラルフ 役
- サイコメトラーEIJI2（日本テレビ）
- パセリ（UHFほか）ライブハウス「カブト」店長 役
- 警視庁失踪人捜査課（2010年、ABC・テレビ朝日共同制作）

### CM
- NTT西日本『Bフレッツ』－サブメイン
- P&Gボールド『雪山編』－サブメイン
- ユーキャン『アリとキリギリスとファイナンシャルプランナー編』－桐島ギリオ役
- CX「アイアンシェフ」×「日立ベーカリーレンジヘルシーシェフ」インフォマーシャル
- KDDI「Windows Phone WEB CM-どぅい〜んTVショッピング編-」-メイン
- 「ビッグエコー」-　メイン
- バンダイナムコアソビジョン「ドキドキスネイク」

### 舞台
- レンタヒーロー（2018年1月17日 - 21日、六行会ホール） - ラース 役
- ゴールデンアックス（2018年12月19日 - 24日、築地本願寺ブディストホール） - デス・アダー 役

### 脚本・演出
- SpiralChariots（スパイラルチャリオッツ）11回公演までの全脚本・演出
- Spin off Chariots（スピンオフチャリオッツ）7回公演までの全脚本・演出
- えりオフィスプロデュース公演「GANRYUJIMA」＠新宿SPACE107・脚本・演出
- フライドボール企画第1回公演「強盗銀行-GO TO BANK-」＠高円寺明石スタジオ・演出
- 演劇集団Z団・キタムラ印のプロデュース公演「THE LIGHT」＠中目黒ウッディーシアター・脚本
- 劇団アボガドカフェ第2期全3作品　＠新宿シアターモリエールなど・脚本・演出
- 劇団アボガドカフェ第3期2作品　＠築地本願寺ブディストホールなど・脚本・演出

### その他
- 携帯着声サイト「タレント・コレクション」
- 雑誌「WISH」、「シネマスクウェア」
- ゲーム『SIREN:New Translation』 - 犀賀省悟 役
- ジャンバリ.tv『Bad Bros』『黒バラ』
- YouTube 日本科学協会製作「Cubic Earth 〜もしも地球が立方体だったら〜」
- オンライン朗読劇 師匠シリーズ 『丘陵研究会へようこそ』 野々口未来 役

### 受賞歴
- 下北沢ルナティック演劇祭・優勝
- 下北沢ルナティック演劇祭・最優秀演出賞受賞